# Gevlekte gouden bladloper
De gevlekte gouden bladloper (Xylota xanthocnema) is een vliegensoort uit de familie van de zweefvliegen (Syrphidae). De wetenschappelijke naam van de soort is voor het eerst geldig gepubliceerd in 1939 door Collin.